# Cầu Nusle
Cầu Nusle (tiếng Séc: Nuselský most) là cầu trên cạn có kết cấu bê tông ứng suất trước ở Praha, Cộng hòa Séc. Cây cầu nối liền quận Praha 2 và quận Praha 4, băng qua một phần quận Nusle. Cây cầu này là một trong những cây cầu dài nhất cả nước. Trên cầu có hai lối đi bộ, một con đường nhiều làn xe và là một phần của mạng lưới tàu điện thành phố. Cây cầu đóng một vai trò rất quan trọng trong mạng lưới kết cấu giao thông của thủ đô Praha, vì hầu như tất cả các tuyến giao thông bắc-nam đều phải đi qua đây.

## Miêu tả
Cầu Nusle dài 485 m, rộng 26,5 m, có kết cấu bê tông cốt thép với 4 trụ. Hai nhịp cầu dài 68,5m và ba nhịp còn lại 115,5m. Độ cao trung bình so với thung lũng là 42,5m. Đường dẫn cho tuyến đàu điện ngầm phía dưới có mặt cắt ngang hình thang, chiều cao gần 6,5 m và thành dày từ 30 đến 110 cm..

## Vị trí
Cây cầu bắc qua Công viên Folimanka, suối Botič và tuyến đường sắt từ ga chính Praha đến Smíchov. Phần lớn cây cầu thuộc khu vực hành chính của quận Praha 2. Tuy nhiên, đoạn nằm ở phía nam của đường ray xe điện ngầm bên dưới có khu vực hành chính thuộc về quận Praha 4.

## Lịch sử
Cây cầu bắt đầu được xây dựng vào năm 1967, được hoàn thiện và khánh thành vào ngày 22 tháng 2 năm 1973 với tên gọi Cầu Klement Gottwald (tiếng Séc: Most Klementa Gottwalda), nhằm tôn vinh nhà cách mạng cộng sản quá cố - cựu tổng thống Klement Gottwald.

## Các vụ tự tử
Người ta đã ghi nhận tổng cộng từ 200 đến 300 người cố gắng tự kết liễu đời mình bằng cách nhảy từ trên cầu xuống. Do đó, cây cầu được đặt biệt danh là "Cầu tự sát".
Lan can an toàn của cầu ban đầu cao 1m. Đến năm 1990, một tấm lưới rộng 1,5m được treo bên dưới lan can. Giữa năm 1996 và 1997, thêm một hàng rào khác đã được thêm vào, nâng tổng độ cao lan can lên 2,7 m. Năm 2007, hàng rào được phủ một lớp kim loại được đánh bóng cao 0,91 m để người ta không thể leo lên được.

## Một số hình ảnh cầu Nusle

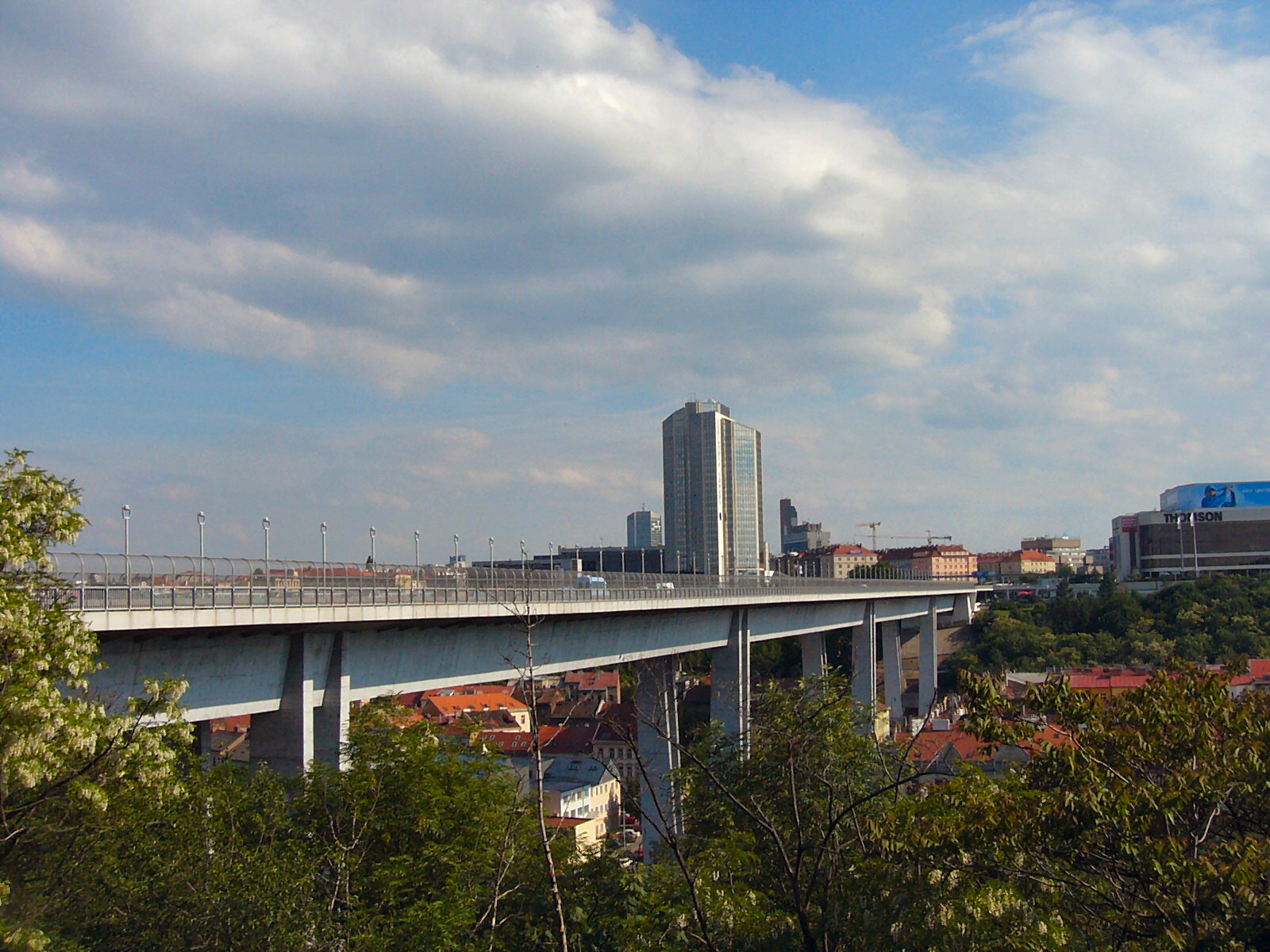
Nhìn từ phía bắc
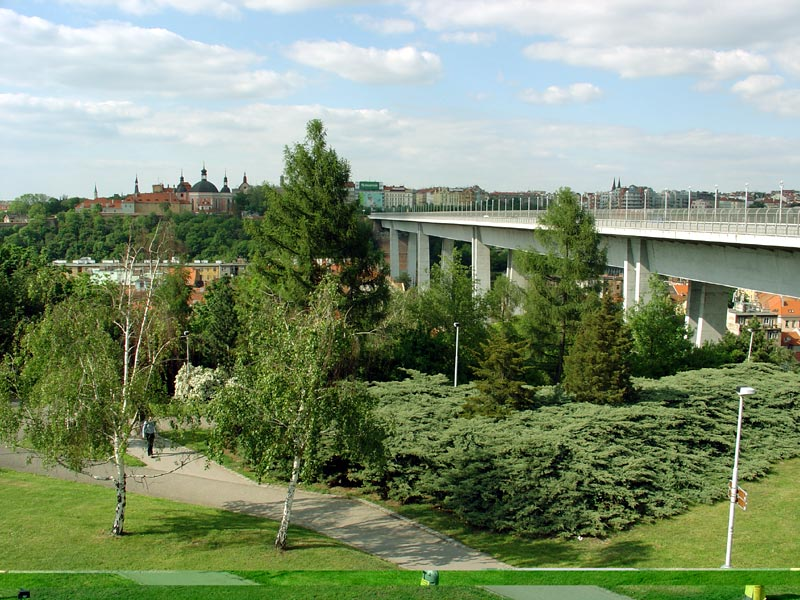
Nhìn từ phía nam
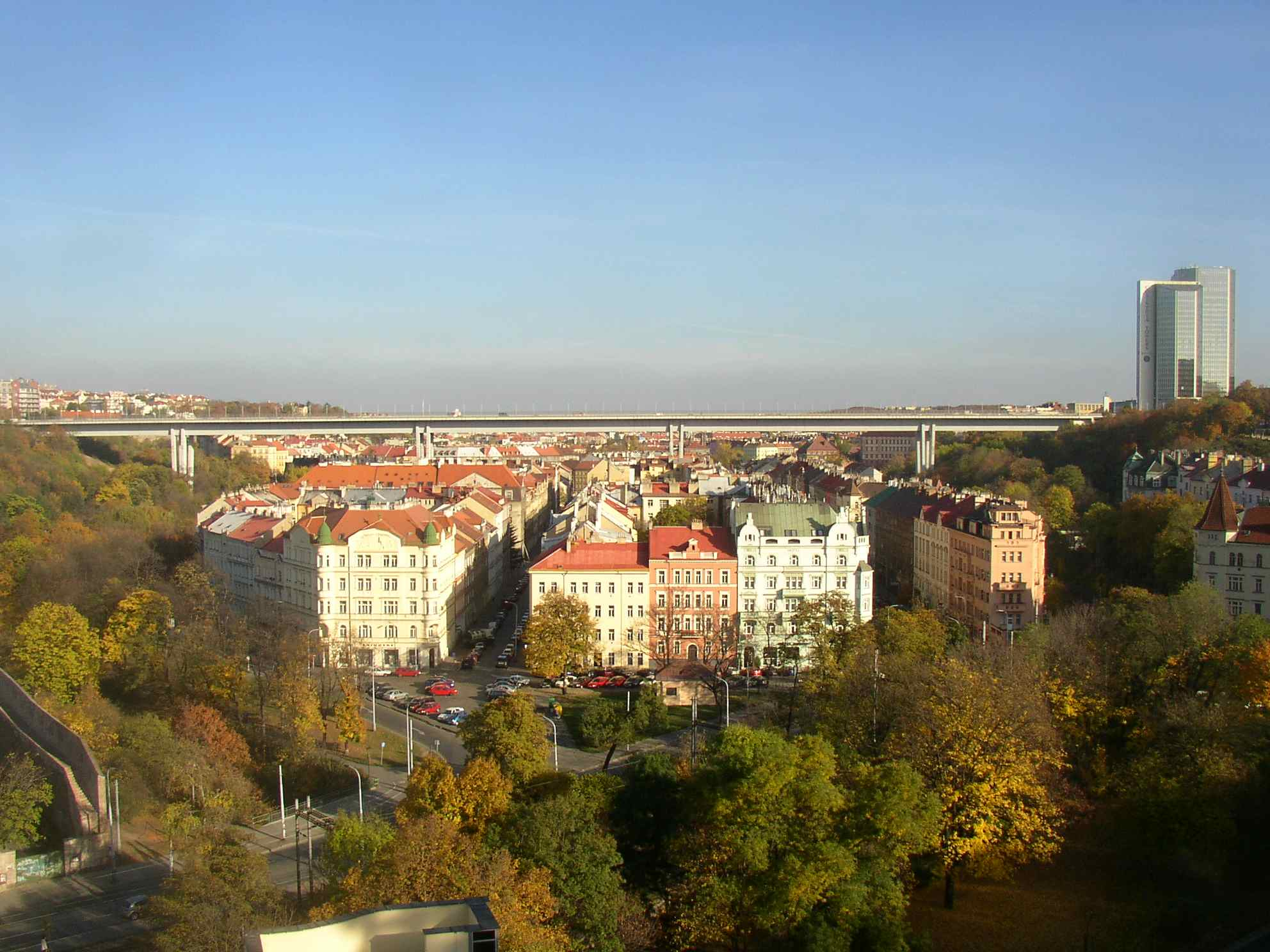
Nhìn từ phía tây (từ Vyšehrad)
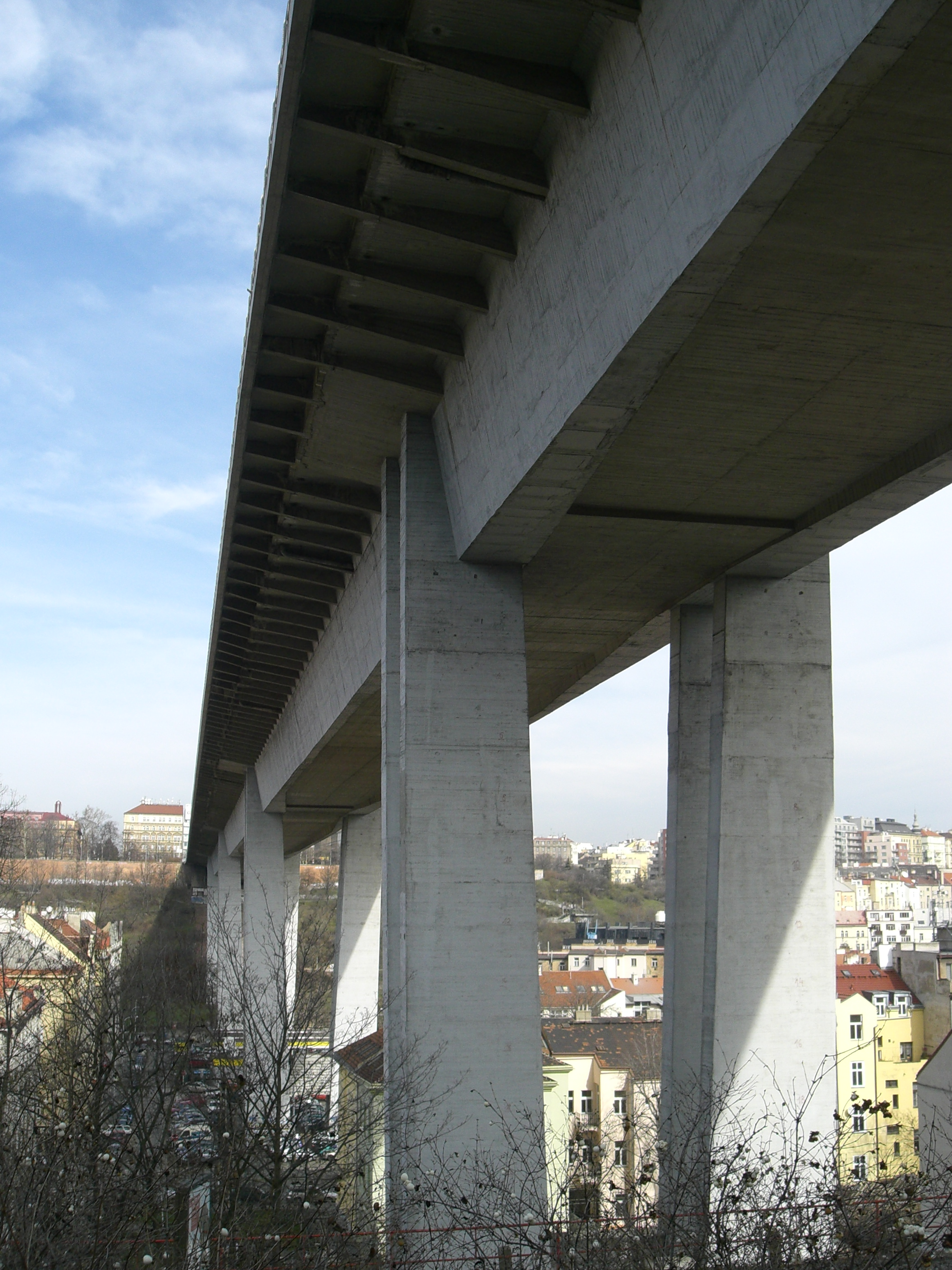
Nhìn từ bên dưới